# Kirbogha
Kirbogha o Kerbogha (in arabo كربغا‎?, in turco Kürboğa; ... – 1102 circa) è stato Atabeg di Mosul dal 1096 al 1102, al tempo della prima crociata.

## Biografia
Era un mamelucco, cioè uno schiavo di origine transcaucasica o est-europea, per lo più non musulmani, addestrato all'uso delle armi.
Kirbogha fece carriera durante il regno (1072-1092) del sultano selgiuchide Malik Shah I, che gli affidò incarichi sempre più delicati sino a diventare un suo alto ufficiale. Dopo la  scomparsa del terzo Grande Selgiuchide, passò al servizio del figlio Mahmud I (1092-1094) e, alla morte di questi, del fratello Berkyaruq (1094-1105). 
Questi nel 1094 lo invitò a sostenere Aq Sunqur al-Hajib, che, dopo aver occupato Mawṣil per conto dello zio di Berkiyaruq, Tutush I, non volle riconoscere Tutush signore della Siria, alleandosi addirittura col nipote Berkyaruq.
Dopo la morte di Aq Sunqur al-Ḥājib, giustiziato da Tutush per non averlo sostenuto nel suo progettato attacco a Berkyaruq, Kirbogha rimase a Mossul e nel 1096 fu nominato Atabeg di Mossul, capitale della Jazira, e si prese cura del figlio di Aq Sunqur al-Hajib, ʿImād al-Dīn Zengī, che aveva circa sette anni.
Dato che la Giazira, la regione di cui Mossul era la capitale, era una pianura tra il Tigri e L'Eufrate molto fertile e ricca di nafta, Kirbogha era divenuto uno dei più potenti signori della Giazira.
Nella primavera del 1098, il governatore della città di Antiochia (assediata dall'esercito crociato), il selgiuchide Yaghisiyan, dopo aver invano chiesto soccorso ai sultani di Aleppo, Ridwān, e di Damasco, Duqāq, decise di rivolgersi all'Atabeg più potente della regione, ossia all'Atabeg di Mossul, Kirbogha. Questi, con l'approvazione (di fatto solo simbolica) del califfo di Baghdad, al-Mustazhir, e del sultano selgiuchide Berkyaruq, organizzò un grande stuolo armato per liberare Antiochia dall'assedio cristiano. 
Kirbogha si mise in marcia per Antiochia alla fine di aprile, ma era preoccupato per il fatto che nel mese di marzo un gruppo di Crociati si era impadronito della città armena di Edessa, che si trovava sul percorso tra Mossul e Antiochia. Pertanto Kirbogha decise di attaccare Edessa per non trovarsi preso tra due eserciti cristiani, uno ad Antiochia ed uno a Edessa. I suoi emiri erano contrari, perché i Crociati di Edessa erano solo 3.000 ed ogni giorno di ritardo avrebbe potuto essere fatale per Antiochia. Kirbogha però mise l'assedio a Edessa solo dopo tre settimane ma, capendo infine che la città sarebbe stata imprendibile in così poco tempo, verso la fine di maggio decise di riprendere l'avanzata verso Antiochia, con una marcia a tappe forzate.
I difensori di Antiochia, non vedendo arrivare a metà maggio gli aiuti sperati, cominciarono a disperare di salvarsi, mentre nello stesso mese di maggio ai capi crociati era giunta voce che l'esercito di Kirbogha si stava dirigendo verso Antiochia, per cui un certo numero di Crociati, ritenendo la loro situazione molto debole e dando per scontata la sconfitta, tra la fine di maggio ed i primi di giugno una parte degli assedianti disertò.. Ma il 3 giugno i Crociati, guidati da Boemondo d'Altavilla, che era riuscito a convincere Firuz, un alto ufficiale armeno convertito di Yaghisiyan, incaricato di sorvegliare una delle torri (la Torre delle due Sorelle), fece passare da una finestra della torre un gruppo di assedianti, che entrarono così ad Antiochia, occupandola tutta, meno la cittadella a sud della città, difesa da una guarnigione comandata da Shams al-Dawla, figlio di Yaghisiyan, fuggito nella notte del 3 giugno.
Il 5 giugno Kirbogha arrivò in vista della città, si accampò a otto miglia dalla città al Ponte di ferro e in tre giorni completò l'accerchiamento. Nel frattempo alcuni emiri dell'esercito musulmano si erano recati nella cittadella e alle domande di Shams al-Dawla, erede di Yaghisiyan, incolparono Kirbogha per il ritardo nell'arrivo delle forze armate dell'Atābeg attribuendogli tutte le colpe e i difetti possibili: arrogante, pretenzioso, incapace e vigliacco. A parte la questione del ritardo dei soccorsi, gli emiri erano sobillati dal sultano di Damasco, Duqāq, il quale aveva raggiunto l'esercito di soccorso, ma aveva timore che, se Kirbogha avesse vinto la battaglia, tutta la Siria sarebbe caduta sotto la sua autorità ed in poco tempo aveva convinto gli altri che il loro vero nemico era Kirbogha. Inoltre Kirbogha aveva sollevato dall'incarico Shams al-Dawla, che tentava di mettere pace tra le varie fazioni.
I Crociati erano, sì, difesi dalle mura di Antiochia, ma non ricevevano rifornimenti sufficienti e così altri nobili abbandonarono i loro compagni. Per la prima volta, tuttavia, essi si dettero un comando unificato e scelsero come capo Boemondo d'Altavilla, il quale decise di affrontare gli assedianti in campo aperto. Il 28 giugno, l'esercito crociato uscì dalla città e passò il ponte sull'Oronte per posizionarsi a nord della città, senza che Kirbogha intervenisse. Oltre alle truppe di Mossul di Kirbogha all'assedio partecipavano anche truppe provenienti da Aleppo e da Damasco e truppe mesopotamiche e anatoliche: in un dibattito tra i vari comandanti fu deciso di non impedire e di non ostacolare il passaggio delle truppe crociate sul ponte dell'Oronte. Kirbogha riteneva che un attacco troppo massiccio all'inizio avrebbe spaventato i Crociati, che sarebbero potuti rientrare in città con poche perdite. A coloro che suggerirono di colpire i Crociati man mano che uscivano dalla porta, Kirbogha rispose «Aspettate che siano tutti fuori e li uccideremo sino all'ultimo uomo». Così, mentre i Crociati si dispiegavano per il combattimento, una parte delle truppe musulmane, che voleva attaccare al ponte, lasciò il campo prima dell'inizio della battaglia, mentre il resto delle truppe si accusava a vicenda di vigliaccheria e tradimento. Kirbogha che si era posizionato all'ala sinistra dello schieramento, constatando che il controllo delle truppe gli stava sfuggendo di mano, chiese una tregua. La richiesta di tregua lo screditò definitivamente agli occhi dei suoi soldati e ridiede fiducia ai Crociati, i quali non solo non gliela concessero ma attaccarono senza nemmeno rispondergli. Questo obbligò Kirbogha a ordinare un contrattacco di cavalieri-arcieri, che però non ottenne l'effetto sperato, perché nel frattempo Duqāq e la maggior parte degli emiri aveva lasciato il campo di battaglia. Kirbogha con le sue truppe era rimasto inattivo e, alla vista della sconfitta del primo attacco, non solo non intervenne ma diede l'ordine di ritirata; rientrò al proprio campo, diede fuoco alle tende e fuggì dal campo di battaglia, trasformando la ritirata in rotta e permettendo ai Crociati di riportare una netta vittoria senza praticamente combattere. Anzi i Crociati, temendo una trappola, evitarono di inseguire i fuggiaschi che poterono così rientrare a Mossul.
Tornato a Mossul, con la sua reputazione di soldato annientata, morì pochi anni dopo.